# صمة عجائبية
الصمة العجائبية أو الانصمام المتناقض، أو الانصمام المتصالب (بالإنجليزية: Paradoxical embolism). تشير هذه المصطلحات إلى الصمة التي تنتقل من الجانب الوريدي للدوران إلى الجانب الشرياني، أو العكس. وهي أحد أنواع السكتة أو أي شكل آخر من أشكال الخثار الشرياني الناتج عن الانسداد بخثرة (جلطة دموية) ، هواء، ورم، شحم، أو سائل أمنيوسي من منشأ وريدي، والتي تنتقل إلى الجانب الشرياني من خلال فتحة جانبية في القلب، مثل الثقبة البيضية السالكة، أو التحويلات الشريانية الوريدية في الرئة.
الفتحة عادة ما تكون عيب الحاجز الأذيني، ولكن يمكن أيضاً أن تكون عيب الحاجز البطيني.
تمثل الصمة العجائبية 2% من الصمات الشريانية.

## الآلية المرضية

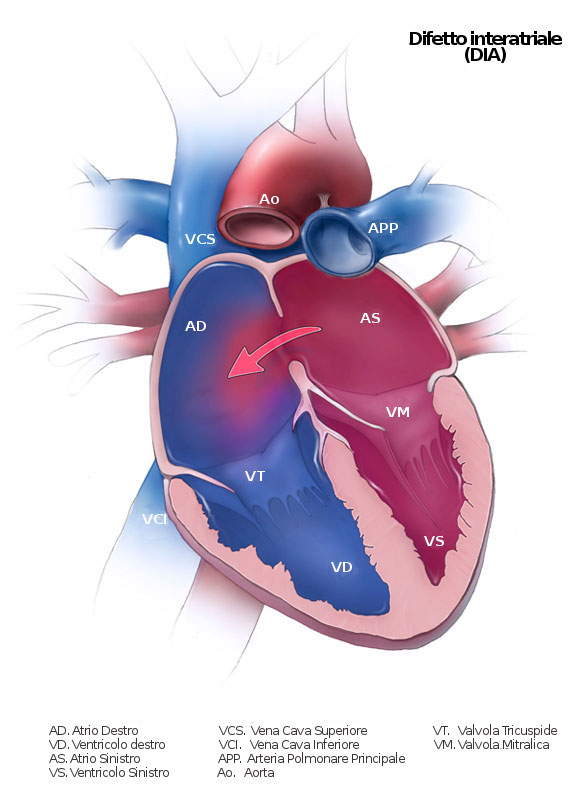
رسم يوضح عيب الحاجز الأذيني

مرور جلطة (خثرة) من الدوران الوريدي الجهازي إلى الدوران الشرياني الجهازي. عندما تنفصل الجلطات عن جدران الأوردة الجهازية، فإنها تنتقل أولاً إلى الجانب الأيمن من القلب، وعادةً ما تصل إلى الرئتين لتتوضع هناك، مما يسبب الانصمام الرئوي. من ناحية أخرى، عندما يكون هناك ثقب في الحاجز القلبي، سواء في حجرات القلب العلوية (عيب الحاجز الأذيني) أو حجرات القلب السفلية (عيب الحاجز البطيني)، عندئذٍ تمر الجلطة من الجانب الأيمن إلى الأيسر من القلب، لتصل إلى الشرايين الجهازية كصمة عجائبية. أثناء تجول الجلطة في الدوران الشرياني، قد تصل إلى الدماغ، فتسد الوعاء الدموي، مسببةً سكتة دماغية (حادث وعائي دماغي).

## الأعراض
ترتبط الأعراض السريرية للصمة العجائبية بأعراض الأمراض المرافقة كالخثار الوريدي العميق والانصمام الرئوي ومظاهر الانصمام الشرياني المركزي أو المحيطي.

## التشخيص
المظاهر السريرية للصمة العجائبية غير نوعية، وبالتالي يصعب وضع التشخيص. إنَّ وجود انصمام شرياني -على الرغم من عدم وجود أي دليل على خثار في الجانب الأيسر من الدوران- يدعو للشك بالتشخيص حيث نجد صمة شريانية مع خثار وريدي عميق مع أو بدون وجود انصمام رئوي، وكذلك وجود تحويلة من الجانب الأيمن إلى الأيسر في القلب، غالباً ثقبة بيضية سالكة.
ويمكن دراسة الأوعية بالتصوير المقطعي للأوعية.

## العلاج
مانعات التخثر كخط أول في العلاج الوقائي -في حال لم يتم إصلاح الآفة التشريحية بعد- باستخدام الهيبارين ومضادات التخثر الأخرى. تستخدم هذه المقاربة أيضاً في علاج صمة حالية، ولكن بجرعات دوائية أعلى. في حال وجود مضاد استطباب لمضادات التخثر (على سبيل المثال، نزف رضي متكرر)، يمكن استئصال الخثرة ميكانيكياً لإزالة الانصمام من الوعاء المسدود.

## الإنذار
في حال عدم وجود اختلاطات فإن الإنذار عادة جيد. تزداد الإمراضية والوفيات في حال ترافق الصمة العجائبية مع الانصمام الرئوي.